# Eurojust
La Agencia de la Unión Europea para la Cooperación Judicial Penal (Eurojust) se encarga del refuerzo de la cooperación judicial en materia penal entre los Estados miembros, mediante la adopción de medidas estructurales que hagan que haya una estrecha coordinación de las investigaciones y las actuaciones judiciales que cubren el territorio de más de un Estado miembro.
Su sede se encuentra en la La Haya.

## Objetivos
- Fomentar y mejorar la coordinación entre las autoridades competentes en lo referente a las investigaciones y las actuaciones judiciales en los Estados miembros.

- Mejorar la cooperación entre las autoridades competentes, facilitando la prestación de ayuda judicial mutua y la ejecución de peticiones de extradición.

- Apoyar a las autoridades competentes para reforzar la eficacia de las investigaciones y actuaciones judiciales.

## Historia
Eurojust fue creado por el Consejo de la Unión Europea el 6 de marzo de 2002, con base en el proyecto presentado por el Consejo Europeo en Tampere en octubre de 1999.
Michael G. Kennedy fue el primer presidente de la agencia desde su creación hasta noviembre de 2007, fecha en la que le sucedió José Luis Lopes da Mota. Lopes da Mota fue sucedido por el británico Aled Williams, y este por la belga Michèle Coninsx.
Su presidente, José Luis Lopes da Mota, dimite en diciembre de 2009, sospechoso de haber cubierto un escándalo de corrupción que implica el primer ministro portugués José Sócrates.

## Fiscalía Europea

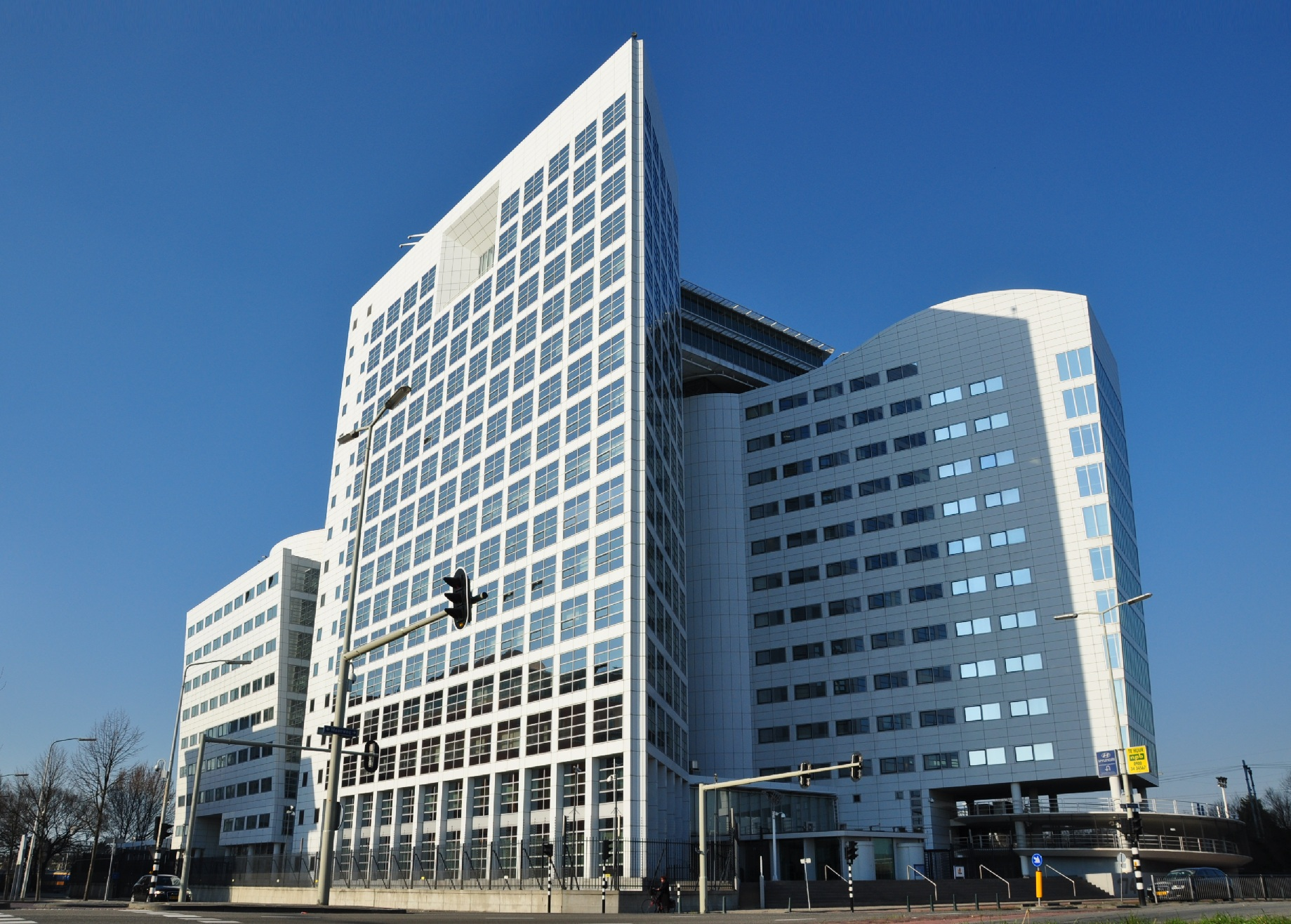
Sede anterior de Eurojust y del Tribunal Penal Internacional en La Haya

El artículo 86 del Tratado de Lisboa establece que para combatir las infracciones que perjudiquen a los intereses financieros de la Unión, el Consejo podrá crear, mediante reglamentos adoptados con arreglo a un procedimiento legislativo especial, una Fiscalía Europea a partir de Eurojust. El Consejo se pronunciará por unanimidad, previa aprobación del Parlamento Europeo.
Eurojust es, por tanto, el germen de la Fiscalía Europea.